# Traité de Nankin
Le traité de Nankin est l'accord qui mit fin à la première guerre de l'opium, qui s'est terminée en 1842 par une nette victoire du Royaume-Uni, au côté d'autres puissances occidentales colonisatrices, sur l'Empire chinois de la dynastie Qing. Le traité ouvre aux Européens de nouvelles possibilités commerciales dans un pays auquel ils n'avaient encore qu'un accès restreint ou militaire. Il ouvre cinq nouveaux ports au commerce dont celui de Shanghai, et proclame la cession de l'île de Hong Kong au Royaume-Uni. La Chine est aussi dans l'obligation de verser des indemnités de 21 millions de dollars sur quatre ans, pour la drogue détruite en 1839. Cet accord fait partie des « traités inégaux », une série de traités imposés militairement par les puissances colonisatrices occidentales aux pays d'Extrême-Orient.
Il fut signé à Nankin le 29 août 1842 à bord d'un vaisseau de guerre britannique, le HMS Cornwallis, par Qiying, Yilibu (zh), et Niu Jian (zh) du côté mandchou et Henry Pottinger du côté britannique.

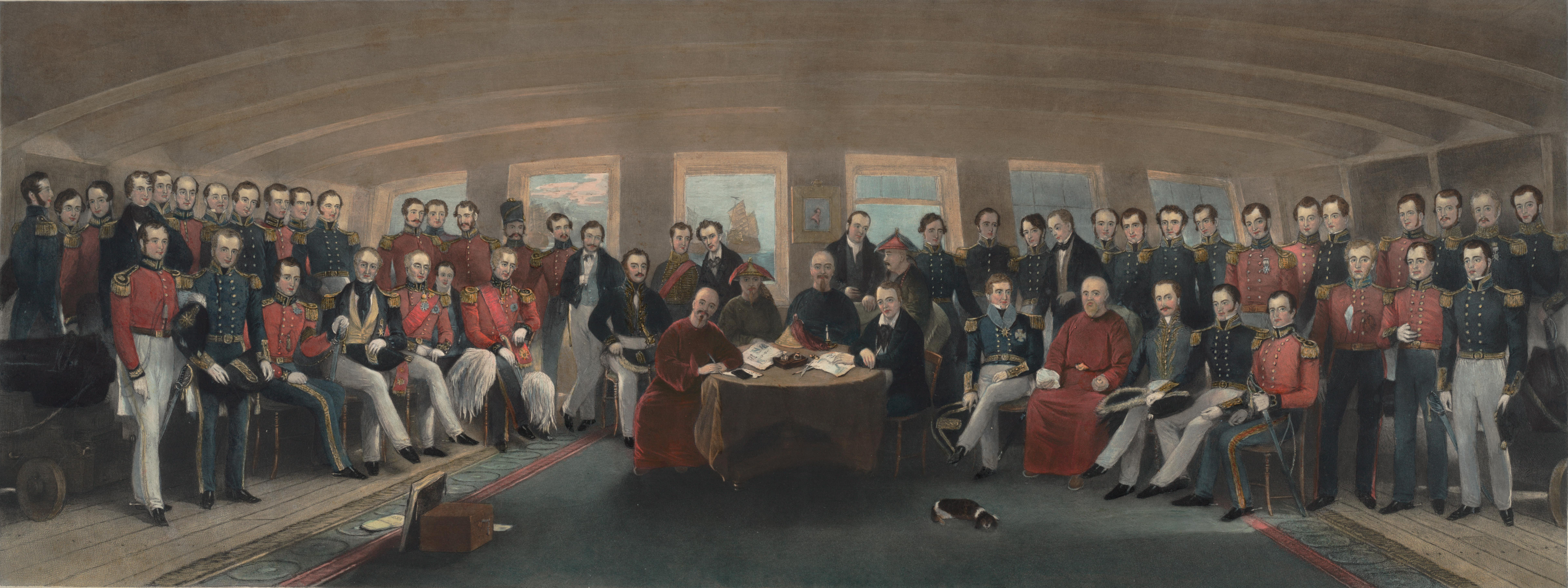
Signature du traité

## Clauses du traité
La Chine donne une indemnité ainsi qu'une concession, l'île de Hong Kong, à l'Empire britannique (voir Hong Kong (colonie)) et les ports suivants sont ouverts pour le commerce avec l'extérieur :
- Canton (qui leur était déjà ouvert avant la guerre) ;
- Amoy (dont l'île de Gulangyu, lieu de résidence des consulats après le traité) ;
- Fuzhou ;
- Ningbo ;
- Shanghai.

D'autre part, les Anglais obtiennent une représentation consulaire, des taxes fixes, l'abolition de la guilde de Canton, l'égalité de traitement entre diplomates occidentaux et chinois. Libre commerce, libre résidence consulaire, achat possible de terrains pour les Anglais, ouverture d'écoles, extraterritorialité des Occidentaux.
- Les droits de douane chinois passent à 5 %
- Clause de la nation la plus favorisée

## Commerce de l'opium
Paradoxalement, le traité ne mentionne même pas le commerce de l'opium, qui demeure donc illégal.

## Immunité pénale des citoyens britanniques
Par ce traité, les sujets britanniques responsables de crimes de sang en Chine peuvent désormais être jugés par une cour de justice au Royaume-Uni.

## Langue
La négociation du traité de Nankin à l'issue de la première guerre de l'opium se heurte à un obstacle de taille : la langue. Les deux versions du texte, anglaise et chinoise, diffèrent en effet sur un point central : le droit de séjour dans les cinq ports ouverts, permanent en anglais, n'est que temporaire en chinois. Il n'existe pas encore, en Europe, de formation au chinois moderne, et les diplomates doivent faire appel à des missionnaires pour les négociations.

## Suites
En juin 1858, la première partie de la seconde guerre de l'opium finit avec les traités de Tianjin dans lesquels la France, la Russie et les États-Unis obtenaient l'ouverture de onze autres ports au commerce avec l'Occident (les traités inégaux).
L'humiliation éprouvée par les Chinois à la suite du traité de Nankin est à l'origine de soulèvements populaires contre la dynastie mandchoue des Qing, le plus notable étant la révolte des Taiping (1851-1864) qui, avec 20 à 30 millions de morts, fut l'une des plus grandes guerres civiles de l'histoire de l'humanité.